# Пудзікув
Пудзікув (пол. Pudzików) — село в Польщі, у гміні Ґомуниці Радомщанського повіту Лодзинського воєводства.
У 1975-1998 роках село належало до Пйотрковського воєводства.